# López de Micay
López de Micay, a volte semplicemente López, è un comune della Colombia facente parte del dipartimento di Cauca.
Il centro abitato venne fondato da Pancracio Riascos, Facundo Riascos e Luciano Alomia nel 1910.